# Thomas Oude Kotte
Thomas Oude Kotte (Apeldoorn, 20 maart 1996) is een Nederlands voetballer die doorgaans als centrale verdediger of linksback speelt. Hij maakte in de zomer van 2024 de overstap van Telstar naar Roda JC Kerkrade.  

## Clubcarrière

### Vitesse
Oude Kotte begon met voetballen bij Groen Wit '62 in Apeldoorn en ging in 2008 op 12-jarige leeftijd voetballen in de jeugdopleiding van Vitesse. Op 19 april 2016 maakte hij in de Eredivisie-wedstrijd tegen PSV zijn debuut voor Vitesse als linksback. Hij viel één minuut voor tijd in. Een week later speelde hij negentig minuten als centrale verdediger tegen FC Utrecht. Beide wedstrijden gingen verloren. In het jaar 2016/17 speelde hij 33 wedstrijden voor Jong Vitesse, dat uitkwam in de Tweede Divisie. Na een degradatie speelde Jong Vitesse het jaar erop in de Derde Divisie, Oude Kotte wisselde dat af met invalbeurten voor het eerste. Op 7 december 2017 maakte hij zijn debuut in de Europa League. Tegen OGC Nice speelde hij negentig minuten en hield hij de nul. 

### Excelsior
Oude Kotte maakte in de zomer van 2018 transfervrij de overstap naar Excelsior, waar hij op 22 september tegen Sc Heerenveen zijn debuut maakte. Na de winterstop werd hij basisspeler en miste hij geen duel meer. Excelsior eindigde zestiende en degradeerde uiteindelijk na een verloren tweeluik met RKC Waalwijk uit de Eredivisie. Op 29 oktober 2019 scoorde Oude Kotte in de bekerwedstrijd met N.E.C. zijn eerste twee doelpunten voor Excelsior én in het profvoetbal. In totaal speelde Oude Kotte in drie seizoenen 69 wedstrijden voor Excelsior, waarin hij goed was voor vijf goals.

### Vendsyssel FF
In de zomer van 2021 trok Oude Kotte transfervrij naar Denemarken, waar hij ging spelen bij Vendsyssel FF. Daar ging hij spelen met landgenoten Xandro Schenk en Jelle van der Heyden. Hij maakte op 27 juli zijn debuut tegen Esbjerg fB. Op 7 november was hij tegen HB Køge goed voor zijn eerste doelpunt in dienst van Vendsyssel. Dat seizoen kwam Oude Kotte tot 27 wedstrijden en twee goals, voordat hij terugkeerde in Nederland.

### Telstar
Telstar nam Oude Kotte in 2022 transfervrij over van Vendyssel, waardoor hij op 8 augustus zijn debuut kon maken voor zijn nieuwe club in een duel met Jong Ajax. In de verloren bekerwedstrijd tegen FC Twente scoorde hij zijn eerste doelpunt voor Telstar. In twee seizoenen was hij altijd basisspeler en kwam hij tot 65 wedstrijden en twee goals.

### Roda JC
In de zomer van 2024 tekende Oude Kotte transfervrij bij Roda JC Kerkrade, dat het seizoen ervoor ternauwernood promotie was misgelopen. Hij debuteerde op 12 augustus tegen Jong AZ. Op 22 november was hij tegen Jong FC Utrecht goed voor zijn eerste twee doelpunten in dienst van Roda JC.

## Clubstatistieken
| Seizoen         | Club             | Competitie      | Competitie | Competitie | Beker | Beker | Overig | Overig | Totaal | Totaal |
| Seizoen         | Club             | Competitie      | Wed.       | Dlp.       | Wed.  | Dlp.  | Wed.   | Dlp.   | Wed.   | Dlp.   |
| --------------- | ---------------- | --------------- | ---------- | ---------- | ----- | ----- | ------ | ------ | ------ | ------ |
| 2015/16         | Vitesse          | Eredivisie      | 2          | 0          | 0     | 0     | –      | –      | 2      | 0      |
| 2016/17         | Jong Vitesse     | Tweede Divisie  | 33         | 1          | 0     | 0     | –      | –      | 33     | 1      |
| 2017/18         | Jong Vitesse     | Derde Divisie   | 20         | 3          | 0     | 0     | –      | –      | 20     | 3      |
| 2017/18         | Vitesse          | Eredivisie      | 7          | 0          | 0     | 0     | 1      | 0      | 8      | 0      |
| 2018/19         | Excelsior        | Eredivisie      | 21         | 0          | 0     | 0     | 2      | 0      | 23     | 0      |
| 2019/20         | Excelsior        | Eerste Divisie  | 21         | 0          | 2     | 2     | –      | –      | 23     | 2      |
| 2020/21         | Excelsior        | Eerste Divisie  | 21         | 2          | 2     | 1     | –      | –      | 23     | 3      |
| 2021/22         | Vendyssel FF     | 1. division     | 21         | 1          | 1     | 0     | 5      | 1      | 27     | 2      |
| 2022/23         | Telstar          | Eerste divisie  | 33         | 0          | 1     | 1     | –      | –      | 34     | 1      |
| 2023/24         | Telstar          | Eerste divisie  | 31         | 1          | 0     | 0     | –      | –      | 31     | 1      |
| 2024/25         | Roda JC Kerkrade | Eerste divisie  | 20         | 2          | 1     | 0     | –      | –      | 21     | 2      |
| Carrière totaal | Carrière totaal  | Carrière totaal | 230        | 10         | 7     | 4     | 7      | 1      | 244    | 15     |

## Erelijst
Met  Jong Vitesse
| Competitie    | Aantal | Jaren   |
| ------------- | ------ | ------- |
| Derde divisie | 1x     | 2017/18 |